# Lukas Wallner
Lukas Wallner (Sankt Johann im Pongau, Austria, 26 de abril de 2003) es un futbolista austríaco que juega como defensa en el Red Bull Salzburgo de la Bundesliga.

## Estadísticas

### Clubes
Actualizado al último partido disputado el 2 de marzo de 2024.
| Club                         | Div.          | Temporada     | Liga  | Liga  | Copas nacionales | Copas nacionales | Copas internacionales | Copas internacionales | Total | Total |
| Club                         | Div.          | Temporada     | Part. | Goles | Part.            | Goles            | Part.                 | Goles                 | Part. | Goles |
| ---------------------------- | ------------- | ------------- | ----- | ----- | ---------------- | ---------------- | --------------------- | --------------------- | ----- | ----- |
| F. C. Liefering · Austria    | 2.ª           | 2020-21       | 10    | 2     | —                | —                | —                     | —                     | 10    | 2     |
| F. C. Liefering · Austria    | 2.ª           | 2021-22       | 20    | 0     | —                | —                | —                     | —                     | 20    | 0     |
| F. C. Liefering · Austria    | 2.ª           | 2022-23       | 23    | 0     | —                | —                | —                     | —                     | 23    | 0     |
| F. C. Liefering · Austria    | 2.ª           | 2023-24       | 3     | 1     | —                | —                | —                     | —                     | 3     | 1     |
| F. C. Liefering · Austria    | Total club    | Total club    | 56    | 3     | 0                | 0                | 0                     | 0                     | 56    | 3     |
| Red Bull Salzburgo · Austria | 1.ª           | 2023-24       | 0     | 0     | 1                | 0                | 0                     | 0                     | 1     | 0     |
| Red Bull Salzburgo · Austria | Total club    | Total club    | 0     | 0     | 1                | 0                | 0                     | 0                     | 1     | 0     |
| Total carrera                | Total carrera | Total carrera | 56    | 3     | 1                | 0                | 0                     | 0                     | 57    | 3     |